# Kappel (Hunsrück)
Kappel település Németországban, Rajna-vidék-Pfalz tartományban. Lakosainak száma 432 fő (2023. december 31.). Kappel Bell, Peterswald-Löffelscheid, Rödelhausen, Schwarzen, Todenroth, Kludenbach, Reckershausen, Wüschheim és Mastershausen községekkel határos.

## Népesség
A település népességének változása:
| Lakosok száma | 454  | 472  | 457  | 439  | 434  | 432  |
|               | 1975 | 2017 | 2019 | 2021 | 2022 | 2023 |